# Nalgonda
Nalgonda ist eine Stadt im indischen Bundesstaat Telangana.
Die Stadt ist Hauptstadt des Distrikt Nalgonda. Nalgonda hat den Status einer Municipality. Die Stadt ist in 14 Wards gegliedert.

## Demografie
Die Einwohnerzahl der Stadt liegt laut der Volkszählung von 2011 bei 135.744 und die der Metropolregion bei 154.326. Nalgonda hat ein Geschlechterverhältnis von 997 Frauen pro 1000 Männer und damit den für Indien typischen Männerüberschuss. Die Alphabetisierungsrate lag bei 86,8 % im Jahr 2011. Knapp 77 % der Bevölkerung sind Hindus, ca. 19 % sind Muslime und ca. 4 % gehören einer anderen oder keiner Religion an. 10,5 % der Bevölkerung sind Kinder unter 6 Jahren.

## Infrastruktur
Die Stadt ist über seinen Bahnhof mit dem Rest Indiens verbunden. Nationale und staatliche Autobahnen, die durch die Stadt führen, sind National Highway 565, State Highway 2 und State Highway 18.